# Domaine des Trois Moulins de la Valmasque
Le domaine des Trois Moulins de la Valmasque est un ancien domaine se trouvant au lieu-dit les Clausonnes, sur le territoire des communes de Valbonne et de Vallauris, en France.

## Localisation
Le domaine est situé dans le département français des Alpes-Maritimes, sur le territoire des communes de Valbonne (598 chemin des Trois Moulins et 1283A route du Parc) et Vallauris.

## Historique
Sur ce site se trouvent les vestiges antiques de l'aqueduc de Clausonnes, un ancien aqueduc romain d'Antipolis, dit aussi de la Bouillide. Il permettait de franchir le ruisseau par un pont à deux arches et date du Ier siècle. 
L'eau de la Valmasque a été dérivée au XVIIIe siècle, ou peut-être dès le XVIIe siècle, pour alimenter une pièce d'eau faisant office de réservoir pour un moulin fonctionnant avec la force hydraulique. Il a d'abord été un moulin à farine, puis a été transformé en moulin à huile au XIXe siècle. Ce moulin a conservé tous ses mécanismes et demeure en état de fonctionnement malgré sa cessation d'activité.
Entre 1935 et 1970, le domaine est racheté par le biologiste antibois Roger Abry et son épouse, Kitty Aloyse Saint-Clair Holbrook, une Britannique, fille d'un lieutenant-colonel de l'armée des Indes. Le moulin est transformé en résidence. 
La propriété rurale est aménagée en jardin d'agrément avec sculptures, jarres, topiaires de buis. Plus tard, ils aménagent le jardin en lui donnant des références antiques et orientales. Le centre du jardin semble être un temple de Mithra, une ancienne fabrique du parc de Castille d'Argilliers dans le Gard, qui termine un axe dédié au dieu perse et à Ahura Mazda. Sur cet axe, ont été placées dans le sol des figures gravées symboliques représentant des scènes de tauromachie, des animaux fabuleux. Sur l'autre rive de la pièce d'eau ont été placées d'autres figurations inspirées de l'Orient antique.
Des artistes comme Patlagean ou Chagall auraient apporté leur contribution à l'élaboration du site.
L'édifice est inscrit au titre des monuments historiques le 22 février 2010.